# HK Košice
Dernière mise à jour : 28 janvier 2021.
Le HK Košice est un club de handball situé à Košice en Slovaquie.

## Palmarès
Compétitions nationales
- Championnat de Tchécoslovaquie : 
  - Vainqueur (3) : 1978, 1981, 1989
  - Deuxième (3) en 1978, 1981, 1989
- Championnat de Slovaquie : 
  - Vainqueur (2) : 1997, 1999
  - Deuxième (8) en 1995, 1996, 1998, 2000, 2001, 2008, 2009, 2011
- Coupe de Tchécoslovaquie (sk) :
  - Vainqueur (1) : 1980
  - Finaliste (3) en 1979, 1983, 1992
- Coupe de Slovaquie (sk) :
  - Vainqueur (6) : 1992, 1995, 1996, 1998, 1999, 2003
  - Finaliste (5) en 1993, 2000, 2006, 2008, 2009